# Институт клингонского языка
Институт клингонского языка (англ. the Klingon Language Institute, KLI) — независимая организация в Пенсильвании, США. Её цели — поддержка и развитие клингонского языка и клингонской культуры, представленных в вымышленной вселенной киносериала «Звёздный путь». Она поддерживается Paramount Pictures.

## История
Институт основан в 1992 году во Флауртауне, Пенсильвания. Директор Института — доктор наук Лоуренс М. Шоун (англ. Ph.D Lawrence M. Schoen).

## Деятельность
Институт выпускает словари и разговорники клингонского языка, переводы классических произведений (ведётся работа по переводу Библии и произведений Шекспира на клингонский язык) и ежеквартальный научный журнал «HolQeD» (рус. Лингвистика).
В середине лета каждого года Институт проводит собрания-qep’a'. Открытые для всех интересующихся, они включают уроки языка, лекции и упражнения. С третьего собрания создатель языка Марк Окранд постоянно посещает qep’a', где ему вручают запросы на пополнение словаря языка. Марк Окранд выполняет запросы, после чего новые слова публикуются в «HolQeD», а затем на веб-сайте института.